# Catherine Dent
Pour les articles homonymes, voir Dent (homonymie).
Catherine Dent est une actrice américaine née en 1965. 

## Biographie
Elle est connue entre autres pour le rôle de l'officier Danni Sofer qu'elle incarne dans la série télévisée The Shield de 2002 à 2008. Au cinéma, on l'a vue jouer la belle-fille de Paul Newman dans Un homme presque parfait (1994), ou encore aux côtés de Jim Carrey et Laurie Holden dans The Majestic (2001), de Frank Darabont.

## Filmographie

### Cinéma
- 1994 : Un homme presque parfait de Robert Benton : Charlotte Sullivan
- 1996 :  The Debutantes (court-métrage): Mary Cat
- 1997 :  March 29th, 1979 (court-métrage) : Jane Freedman
- 1998 : Dangerous Proposition : Laura
- 1998 : Jaded de Caryn Krooth : Lisa Heller
- 2001 : Attraction animale de Tony Goldwyn : Alice
- 2001 : Replicant de Ringo Lam : Angie
- 2001 : It Is What It Is : Marley Weber
- 2001 : Face aux serpents (Venomous) de Fred Olen Ray : Susan Edmonton
- 2001 : The Majestic de Frank Darabont : Mabel
- 2002 : Auto Focus de Paul Schrader : Susan
- 2003 : 21 grammes d'Alejandro González Iñárritu : Ana
- 2004 : Collision (Crash) de Paul Haggis : agent de police
- 2005 : The Unseen de Lisa France : Ms. Lucille
- 2009 : Duress (en) de Jordan Barker : Jenny
- 2011 : Carjacked de John Bonito : la thérapeute
- 2013 : Finding Neighbors : Mary
- 2022 : Blonde d'Andrew Dominik : Jean
- 2022 : Moving On de Paul Weitz : Molly
- 2023 : Rachel Hendricks de Victor Nunez : Em Evans
- 2023 : Noël à Candy Cane Lane (Candy Cane Lane) de Reginald Hudlin : Lee

### Télévision
- 1990 : A Girl's Guide to Sex (téléfilm) : Tracy Pixel
- 1991 : Dallas (série TV) (1 épisode)  : La reporter
- 1991 : The Steven Banks Show (téléfilm) : Robin
- 1995 : New York Undercover (série TV) (1 épisode) : Shirley
- 1997 : On ne vit qu'une fois (série TV) (2 épisodes) : Janice Talbert
- 1998 : Le Caméléon (série TV) (1 épisode) : Dr Carla Goetz
- 1998 : Frasier (série TV) (1 épisode) : Claudia Kynock
- 1998 : Chicago Hope : La Vie à tout prix (Chicago Hope) (série TV) (1 épisode) : Tanya Anderson
- 1999 : L. A. Docs (série TV) (1 épisode) : Alice Field
- 1999 : X-Files : Aux frontières du réel (série TV) (1 épisode) : June Gurwich
- 1999 : New York, unité spéciale (saison 1, épisode 3) : Deborah Latrell
- 1999 : New York 911 (série TV) (1 épisode) : Doris Fontaine
- 1999 : Dharma et Greg (série TV) (1 épisode) : Cynthia
- 1999 : Nash Bridges (série TV) (1 épisode) : Tara Browning
- 2000 : Les Soprano (série TV) (1 épisode) : Arlene Riley
- 2001 : The Lone Gunmen : Au cœur du complot (série TV) (1 épisode) : Carol Strode
- 2001 : Invisible Man (série TV) (2 épisodes) : Dr Elizabeth Rendell
- 2002 : Disparition (mini-série) (3 épisodes) : Sally Clarke
- 2002-2008 : The Shield (série télévisée) (84 épisodes) : agent Danny Sofer
- 2005 : Les Experts (série télévisée) (1 épisode) : Kay Marquette/Irene
- 2005 : Amy (série télévisée) (1 épisode) : Connie Barrett
- 2005 : USS Poséidon (Phantom Below) (téléfilm) : lieutenant Claire Trifoli
- 2006 : New York, police judiciaire (saison 17, épisode 9) : Dena Carter
- 2007 : Mauvais Fils (téléfilm) : Ronnie McAdams
- 2007 : Grey's Anatomy (série télévisée) (1 épisode) : Cathy Rogerson
- 2007 : Numb3rs (série télévisée) (1 épisode) : Naomi Vaughn
- 2007 : FBI : Portés disparus (série télévisée) (1 épisode) : Lindsay Bynum
- 2008 : Terminator : Les Chroniques de Sarah Connor (série télévisée) (3 épisodes) : agent Greta Simpson
- 2009 : Natalee Holloway : La Détresse d'une mère (Natalee Holloway) (téléfilm) : Carol
- 2009 : Esprits criminels (série télévisée) (1 épisode) : Ellen Daniels
- 2009 : Day One (téléfilm) : Jennifer
- 2010 : Ghost Whisperer (série télévisée) (1 épisode) : Laura Bradley (saison 5, épisode 19)
- 2010 : The Closer : L.A. enquêtes prioritaires (série télévisée) (1 épisode) : Melissa Disken
- 2010 : Lie to Me (série télévisée) (1 épisode) : Fay Sheridan
- 2010 : Los Angeles, police judiciaire (saison 1, épisode 3) : avocate de la défense
- 2010 : NCIS : Enquêtes spéciales (série télévisée) (2 épisodes) : agent spécial Whitney Sharp
- 2011 : Breakout Kings (série télévisée) (1 épisode) : Paula Barry
- 2011 : Chuck (série télévisée) (1 épisode) : Jane
- 2011-2012 : Mentalist (série télévisée) (6 épisodes) : Agent Susan Darcy
- 2012 : Touch (série télévisée) (4 épisodes) : Abigail Kelsey
- 2012 : L'Intouchable Drew Peterson (Forget Me Never) (téléfilm) : Karen Chojnacki
- 2013 : Castle (série télévisée) (1 épisode) : Beth Tanner
- 2014 : L'Écho du mensonge (Guilty at 17) (téléfilm)  : Melanie Scott
- 2016 : Fear the Walking Dead (série télévisée) (1 épisode) : Melissa Geary
- 2016 : Longmire (série télévisée) (2 épisodes) : ADA Brigitte Holder
- 2017 - 2018 : Marvel : Les Agents du SHIELD (série télévisée) (10 épisodes) : général Hale
- 2018: Halfway There (téléfilm) : Jennifer Morgan
- 2018 : Arrow (série télévisée) (1 épisode) : Alexa Van Owen
- 2019 : Magnum P. I. (série télévisée) (1 épisode) : Georgia Preston
- 2019 : SEAL Team (série télévisée) (1 épisode) : Liddy Breen
- 2020 : Dave (aka Lil Dicky) (série télévisée) (1 épisode) : Debbie
- 2021 : Lucifer (série télévisée) (1 épisode) : Dr. Alice Porter
- 2023 : 9-1-1 (série télévisée) (1 épisode) : Detective Phelps
- 2024 : Coercion (série télévisée) : Marlene

## Voix francophones
En France, Catherine Dent est régulièrement doublée par Véronique Augereau depuis la série The Shield, lui prêtant sa voix à une vingtaine de reprises.
À titre exceptionnel, elle a été doublée par Mélody Dubos dans 21 Grammes, Déborah Perret dans Chuck, Sabeline Amaury dans Mentalist, Véronique Soufflet dans Fear the Walking Dead, Christiane Ludot dans Longmire et Anne Rondeleux dans Marvel : Les Agents du SHIELD.